# Panama vid världsmästerskapen i friidrott 2022
Panama tävlade vid världsmästerskapen i friidrott 2022 i Eugene i USA mellan den 15 och 24 juli 2022. Panama hade en trupp på tre idrottare.

## Resultat

### Herrar
Gång- och löpgrenar
| Idrottare          | Gren      | Försöksheat | Försöksheat | Semifinal        | Semifinal        | Final            | Final            |
| Idrottare          | Gren      | Resultat    | Placering   | Resultat         | Placering        | Resultat         | Placering        |
| ------------------ | --------- | ----------- | ----------- | ---------------- | ---------------- | ---------------- | ---------------- |
| Alonso Edward      | 200 meter | 22,08       | 44          | Gick inte vidare | Gick inte vidare | Gick inte vidare | Gick inte vidare |
| Jorge Castelblanco | Maraton   | —           | —           | —                | —                | 0DNS0            | 0DNS0            |

### Damer
Gång- och löpgrenar
| Idrottare       | Gren           | Försöksheat | Försöksheat | Semifinal  | Semifinal | Final    | Final     |
| Idrottare       | Gren           | Resultat    | Placering   | Resultat   | Placering | Resultat | Placering |
| --------------- | -------------- | ----------- | ----------- | ---------- | --------- | -------- | --------- |
| Gianna Woodruff | 400 meter häck | 55,21       | 15 0Q0      | 53,69 0AR0 | 6 0Q0     | 54,75    | 7         |